# Classe trabalhadora

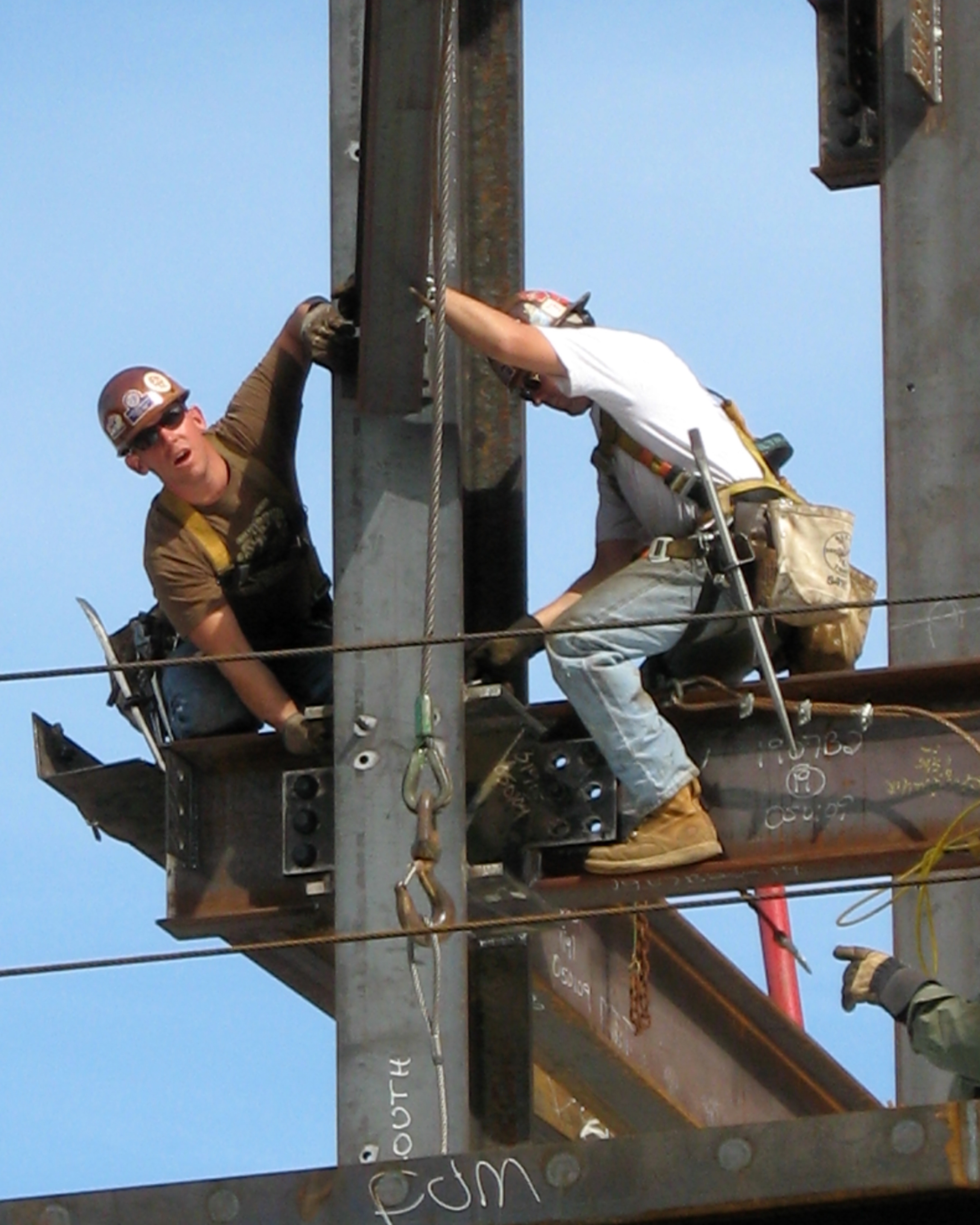
Trabalhadores da construção civil, em Massachusetts - EUA, em 2006. Fotografia de Paul Keheler.

Classe trabalhadora é um conceito mais amplo da categoria clássica de proletariado, definida por Marx e Engels no Manifesto do Partido Comunista de 1848. O conceito de classe trabalhadora abrange não só o proletariado, mas todas as camadas sociais que vivem da venda da sua força de trabalho.

## Conceito
É importante distinguir que, em sociologia os conceitos de classe social mudam conforme a orientação de cada escola sociológica. A escola chamada histórico-crítica ou marxismo defende o conceito de que a divisão de classes deve ser compreendida a partir do lugar onde cada grupo de indivíduos está no processo de produção de mercadorias. Já as correntes de pensamento mais afetas ao liberalismo tem uma concepção de classe social conforme a renda e o padrão de vida do indivíduo ou grupo social.
Para os marxistas, existem duas classes sociais autônomas politicamente no modo de produção capitalista: a burguesia, constituída pelos donos dos meios de produção e o proletariado, constituído pelos trabalhadores que fabricam mercadorias a partir da venda da sua força de trabalho. Vale ressaltar que a venda da força de trabalho não está limitada a venda para um empresário capitalista, um pequeno proprietário de terras ou de comércio permanece vendendo sua força de trabalho apesar de não possuir um chefe e ser dono dos meios de produção ou detentor do capital intelectual que está utilizando em seu trabalho.
Já a corrente liberal divide a sociedade por seus ganhos: existem, assim, estamentos sociais, organizados alfabeticamente (classe A, B, C, etc.) cada uma correspondendo a uma faixa de consumo e de renda.
Atualmente, o conceito de classe trabalhadora sofre interferências das mudanças das relações de trabalho. O setor de serviços cresceu e muitas atividades, como, por exemplo, profissionais liberais e as consultorias, não utilizam meios de produção físicos (máquinas e ferramentas), mesmo se utilizassem, seus donos seriam os próprios trabalhadores, porém, esse fato não os tirariam da classe trabalhadora. A não ser que suas empresas crescessem tanto a ponto de tornar-se uma instituição e com a criação de uma marca segmentar o trabalho em diversas partes e o trabalho ser realizado por mão de obra assalariada, e o dono atuar como mero gestor.